# 133 (număr)
133 (o sută treizeci și trei) este numărul natural care urmează după 132 și precede pe 134.

## În matematică
- Este un număr compus, având divizori 1, 7, 19, 133.
- Este un număr semiprim[2][3] (este produsul 7*19).
- Este un număr deficient.[4][5]
- Este un număr Blum, deoarece factorii primi 7 și 19 sunt prime gaussiene.[6][7]
- Este un număr octogonal.[8]
- Este un număr harshad.[9]
- Este un număr fericit.[10][11]
- Este un număr repdigit în bazele de numerație 11 (111) și 18 (77), în timp ce este un număr ciclic în baza 20.

## În știință
- Este numărul atomic al untritriumului, un element ipotetic.
- Xenon-133 este unul dintre izotopii xenonului.

### Astronomie
- NGC 133, un roi deschis din constelația Cassiopeia.
- 133 Cyrene, o planetă minoră (asteroid) din centura principală.
- 133P/Elst-Pizarro, o cometă descoperită de Elst și Pizarro.

## Alte domenii
O sută treizeci și trei se mai poate referi la:
- Douglas C-133 Cargomaster, o aeronavă americană.
- SEAT 133, un model de automobil SEAT.
- STS-133, ultima misiune a navetei spațiale Discovery și a 133-a din programul NASA Space Shuttle.
- numărul de telefon de urgență în Chile.
- numărul de telefon pentru poliție în Austria.[12]
- Spirit River 133, un district municipal din Alberta, Canada.
- PC133, unul dintre modelele SDR SDRAM, cu frecvența 133 MHz.
- Kosmos 133, un test de zbor pentru naveta Soyuz.
- soneta 133 de William Shakespeare.